# 阿穆尔灵圭
阿穆尔灵圭（1886年—1930年5月29日），字意莽，漢名色恩甫，博尔济吉特氏，蒙古族，内扎萨克蒙古哲里木盟科尔沁左翼后旗人。他是蒙古王公僧格林沁的曾孙，那尔苏之子，後繼任扎萨克博多勒噶台亲王。

## 生平

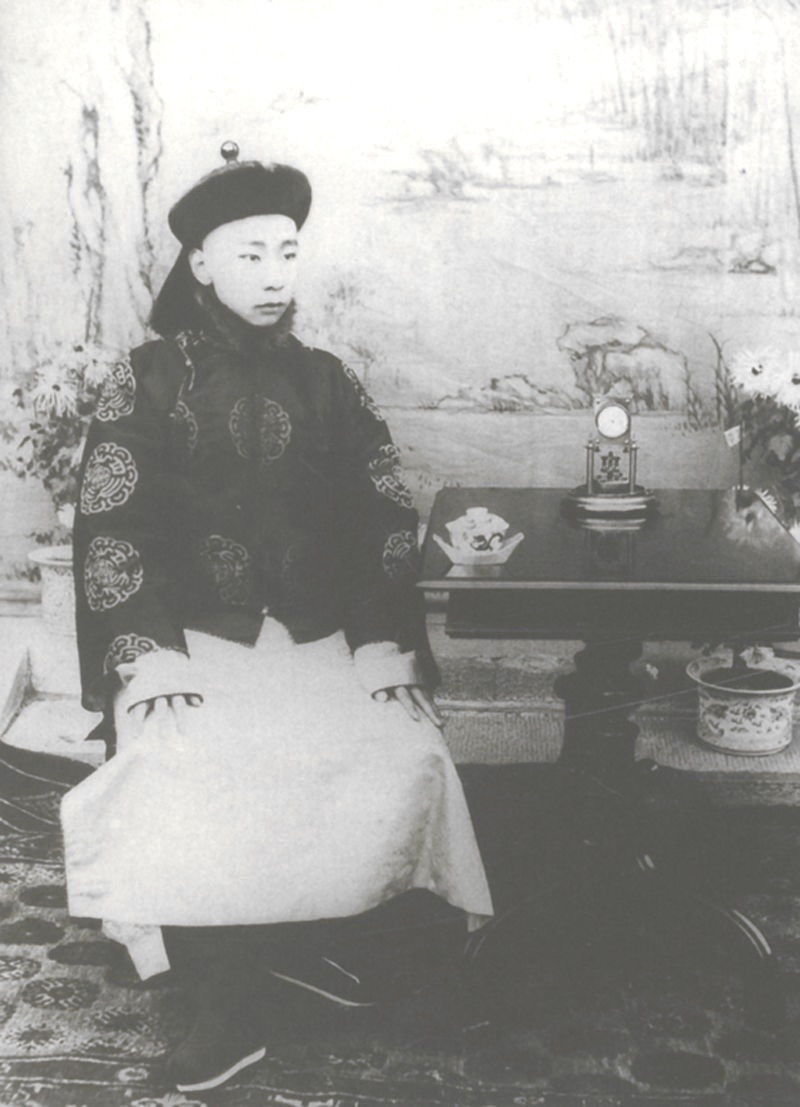
阿穆爾靈圭在襲爵前所攝照片，常被誤認為是大阿哥溥儁

阿穆尔灵圭是伯彦讷谟祜之孙、那尔苏之子。光绪十六年（1890年），阿穆尔灵圭袭其父那尔苏的多罗贝勒爵位。光绪十七年（1891年）十一月，阿穆尔灵圭改袭其祖父伯彦讷谟祜的札萨克博多勒噶台亲王爵位。他常驻北京，历任镶白旗汉军都统、总司（宫廷）稽察守卫事宜王大臣等职。清末新政期间，阿穆尔灵圭曾奏请朝廷在蒙旗勘修铁路，又亲自在科尔沁左翼后旗开办新式学堂，在北京创办“蒙古实业公司”。武昌起义爆发后，清廷授予阿穆尔灵圭“钦命办理各盟蒙旗事宜”衔，命他到内蒙古东部征调蒙古兵以协助朝廷镇压革命，但因缺乏粮饷枪械而未成。后来阿穆尔灵圭返回北京，和那彦图等王公通电拥护袁世凯任临时大总统。清帝退位后，阿穆尔灵圭任大总统府都翊卫使，并加入进步党任名誉理事。他曾经担任北京临时参议院议员、民元国会参议员、宪法起草委员、政治会议议员、安福国会参议员等职务。1912年10月，阿穆尔灵圭代表中華民國北京政府参加了在长春召开的第一次东蒙王公会议。1915年洪宪帝制時，參加擁立袁世凯稱帝的活動。
民國初年，阿穆爾靈圭意志消沉，在王府內吸食鸦片烟成癮，又从前门妓院纳名妓古良为侧室。因其無心政務，使科左后旗旗政陷于混乱。1930年5月29日於北平（今北京）逝世。

## 家庭
- 长子贺希格